# Фоно Самоа
Законодательное собрание Самоа (самоан. Fono Aoao Faitulafono a Samoa, англ. Legislative Assembly of Samoa) — однопалатный парламент Самоа, расположенный в его столице, Апиа, и также известный как Фоно (самоан. Fono). Состоит из 53 депутатов.
Национальное собрание было создано после перехода островов под власть Новой Зеландии в 1918 году, а после провозглашения независимости в 1962 году стало органом законодательной власти страны.
Особенностью Фоно Самоа является порядок избрания его членов. 47 из 49 депутатов Фоно избираются коренными самоанцами всеобщим голосованием по территориальным округам (12 депутатов по шести двухмандатным и 35 депутатов по одномандатным) на пятилетний (до 1991 года на трёхлетний) срок, при этом для победы достаточно простого большинства голосов. Однако кандидатами на выборах могут быть только вожди матаи — главы традиционных самоанских семейных кланов. Это ограничение не действует на двух депутатов, избираемых дополнительно гражданами страны не коренного происхождения. Кроме того, в 2016 году в парламент была кооптирована дополнительный депутат-женщина. Также из числа матаи Фоно избирает на пятилетний срок О ле Ао О ле Мало, главу государства.